# Мічурінівка
Мічуріні́вка (крим. Miçurinivka) — село Джанкойського району Автономної Республіки Крим. Населення становить 186 осіб. Орган місцевого самоврядування — Ізумруднівська сільська рада.
Відстань від райцентру до населеного пункта становить 4 кілометрів по прямій.

## Географія
Мічурінівка — невелике село в центрі району, у степовому Криму, фактично, у межах Джанкоя, у районі південної околиці, там же найближча залізнична станція, висота центру села над рівнем моря — 18 м.

## Історія
На сайті Ізумруднівської сільради міститься інформація, що невелике вірменське селище Арарат, що виникло, ймовірно, у кінці 1920-х років (в  Списку населених пунктів Кримської АРСР за Всесоюзним переписом від 17 грудня 1926 року воно ще не значилося ) в 1948 році було перейменоване в Мічурінівку, хоча в тексті указу Президії Верховної Ради Російської РФСР від 18 травня 1948 року подібної інформації немає.
У 2023 році у проєкті Постанови Верховної Ради України «Про перейменування деяких населених пунктів Автономної Республіки Крим» село запропоновано перейменувати на Приміське.
Представники українських громадських організацій та Координаційної Ради Українців Криму (КРУК) внесли пропозицію про перейменування села на Симиренкове, на честь українського науковця-садівника Левка Симиренка.